# حارة الدبلماسيين (البريقه)
حارة الدبلماسيين هي إحدى حارات حي الشهداء الواقع بمديرية البريقة التابعة لمحافظة عدن، بلغ تعداد سكانها 4505 نسمة حسب تعداد اليمن لعام 2004.